# Thaumalea toscanica
Thaumalea toscanica är en tvåvingeart som beskrevs av Vaillant 1981. Thaumalea toscanica ingår i släktet Thaumalea och familjen mätarmyggor.
Artens utbredningsområde är Italien. Inga underarter finns listade i Catalogue of Life.